# Трубачёво (Алтайский край)
Трубачёво — посёлок в Тюменцевском районе Алтайского края. Входит в состав Шарчинского сельсовета.

## География
Расположено на берегах реки Кулунды. Абсолютная высота — 167 метров над уровнем моря.
Климат
Климат характеризуется как континентальный, с продолжительной холодной зимой и коротким тёплым летом. Средняя температура самого тёплого месяца (июля) составляет 18 — 20 °С (абсолютный максимум — 40 °С). Средняя температура самого холодного месяца (января) — −18 — −19 °С (абсолютный минимум — −52 °С). Годовое количество осадков — 300—350 мм. Продолжительность периода с устойчивым снежным покровом составляет 155 −160 дней.

## История
Основано в 1625 году. В 1926 году в деревне Трубачёво имелось 289 хозяйств и проживало 1296 человек (638 мужчин и 658 женщин). В национальном составе населения того периода преобладали русские. В административном отношении являлось центром Трубачёвского сельсовета Куликовского района Каменского округа Сибирского края.

## Население
| 1926 | 1997 | 1998 | 1999 | 2000 | 2001 | 2002 | 2003 | 2004 | 2005 | 2006 |
| ---- | ---- | ---- | ---- | ---- | ---- | ---- | ---- | ---- | ---- | ---- |
| 1296 | ↘198 | ↗203 | ↗232 | ↘229 | ↘223 | ↗232 | ↘218 | ↗219 | ↘218 | ↘212 |
| 2007 | 2008 | 2009 | 2010 | 2011 | 2012 | 2013 |      |      |      |      |
| ↘175 | ↗189 | ↘186 | ↘172 | ↘171 | ↘165 | ↘158 |      |      |      |      |

Национальный состав
Согласно результатам переписи 2002 года, в национальной структуре населения русские составляли 96 %.